# José Miñones Bernárdez
José Miñones Bernárdez més conegut com a Pepe Miñones (Corcubión, La Corunya, 1 de maig de 1900 - La Corunya, 2 de desembre de 1936) va ser un advocat, empresari i polític republicà gallec. Membre del Partit Radical primer i d'Unió Republicana després, va ser diputat per la província de La Corunya durant les dues últimes legislatures de la Segona República Espanyola.

## Biografia

### Carrera política
Militant del Partit Republicà Radical, va ser elegit diputat per la província de La Corunya en les eleccions generals de 1933.

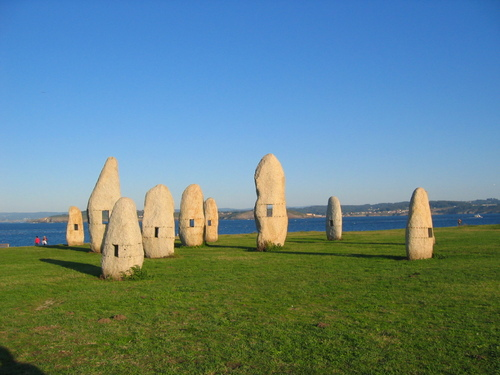
"Menhires pola Paz", monument al Camp de la rata per Manolo Paz.

Seguidor de Martínez Barrio, va passar amb ell al Partit Radical Demòcrata i després a Unió Republicana, per les sigles de la qual va ser elegit diputat a les eleccions generals de 1936, en les candidatures del Front Popular, per la mateixa circumscripció. En aquestes eleccions, va obtenir 153.867 vots de 294.253 emesos, sent Emilio González López d'Izquierda Republicana el candidat més votat de la seva circumscripció. A les Corts defensà l'ampliació de la línia ferroviària a Galícia.

### Guerra Civil
El juliol del 1936 va ser fet presoner pels revoltats a La Corunya, empresonat, condemnat a mort i al pagament d'una multa d'un milió de pessetes. A més, se li van expropiar totes les seves empreses, una de les quals, Electra Popular De la Corunya es va fusionar amb la Fàbrica de Gas i Electricidad del franquista Pedro Barrié de la Maza, donant lloc a Unión Fenosa.
Va ser afusellat en el camp de la rata de la Corunya, el 2 de desembre de 1936.